# Antonie Brentano
Antonie Brentano, née le 28 mai 1780 à Vienne et morte le 12 mai 1869 à Francfort-sur-le-Main, est une des figures centrales de la vie de Ludwig van Beethoven.

## Biographie
Antonie Brentano naît à Vienne le 28 mai 1780 sous l'identité Johanna Antonie Josefa Edle von Birkenstock. Sa mère, Carolina Josefa von Hay, décède en 1788 et par conséquent, elle est envoyée dans un cloître de Bratislava, où elle reçoit une éducation rigoureuse durant sept ans. Elle vit à partir de 1795 dans le manoir de son père, Johann Melchior Edler von Birkenstock, où elle montre de l'intérêt pour l'art (piano, guitare), les langues et les sciences.
Elle épouse Franz Dominicus Brentano (de) en 1798, riche homme d'affaires et ultérieurement sénateur. Le mariage est organisé par le père d'Antonie, et juste après, le coupe emménage à Francfort-sur-le-Main.
Elle ne se plaît pas à Francfort, où elle doit effectuer les tâches ménagères. Son enfant né en 1799 lui redonne de la joie, mais il meurt en 1800. Quatre autres enfants naissent jusqu'en 1806, tous survivent. Durant ces années, elle est vue comme froide par son mari et l'entourage de celui-ci, ne se sentant pas chez elle à Francfort. En 1809, son père décède et le couple s'installe dans la maison Birkenstock de Vienne.
Elle est supposée être l'« immortelle Bien-aimée » de la lettre à l'immortelle Bien-aimée de Ludwig van Beethoven, mais d'autres femmes comme Josephine Brunsvik (de) sont également supposées l'être. Il était en effet proche du couple Brentano.
Le retour du couple à Francfort se fait probablement en novembre 1812. Leur sixième enfant, Karl Josef, naît le 8 mars 1813.
Elle meurt le 12 mai 1869,.